# Lovebug
Lovebug è il secondo singolo pubblicato dalla band Jonas Brothers del loro terzo album A Little Bit Longer e significa "blocco causato dall'amore"

## Classifiche
| Chart (2008)               | Peak posizione |    |
| -------------------------- | -------------- | -- |
| Billboard Canadian Hot 100 | Billboard.com  | 45 |
| Official Singles Chart     | 92             |    |
| U.S. Billboard Hot 100     | 49             |    |
| U.S. Billboard Pop 100     | 37             |    |